# Ingatestone
Ingatestone er en landsby og civil parish i Essex, England, der havde et befolkningstal på 5.409 i2021. Landsbyen ligger lige nord for landsbyen Fryerning, og de to landsbyer danner sammen osnget Ingatestone and Fryerning, i Borough of Brentwood. Ingatestone ligger i Metropolitan Green Belt omkring 32 km nordøst for London. Det bebyggede område går på begge sider af A12 og Great Eastern Main Railway Line.
Ingatestone eksisterede allerede under angelsaksisk England på Essex Great Road (nu A12) mellem de romerske byer Londinium (London) og Camulodunum (Colchester). Navnet betyder "Ing ved Stenen", og suffxet adskiller den fra andre nærliggende bosættelser, der også var en del afManor of Ing. Den beskrives som Gynges atte Ston i 1283. I 1433 nævnes den som "Inge atte Stone".